# Trichocalyx orbiculatus
Trichocalyx orbiculatus är en akantusväxtart som beskrevs av Isaac Bayley Balfour. Trichocalyx orbiculatus ingår i släktet Trichocalyx och familjen akantusväxter. Inga underarter finns listade i Catalogue of Life.